# Léo Herrmann
Léo Herrmann (né le 2 juillet 1853 à Paris et mort à Ivry-sur-Seine le 15 avril 1927) est un artiste peintre anticlérical français.

## Biographie
Formé en France, il expose à un salon de 1875. Hermann montre généralement des cardinaux en soutane rouge dans des scénarios comiques.

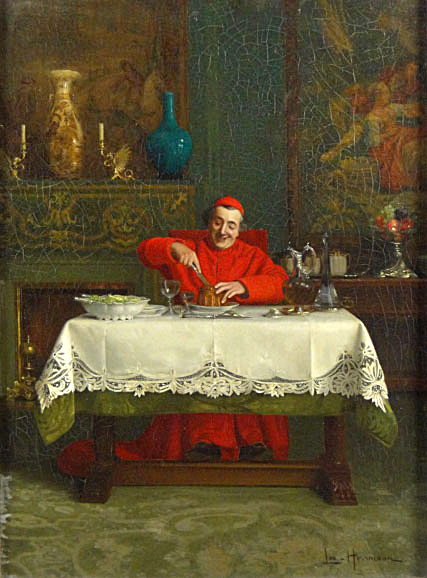
L'heure du déjeuner
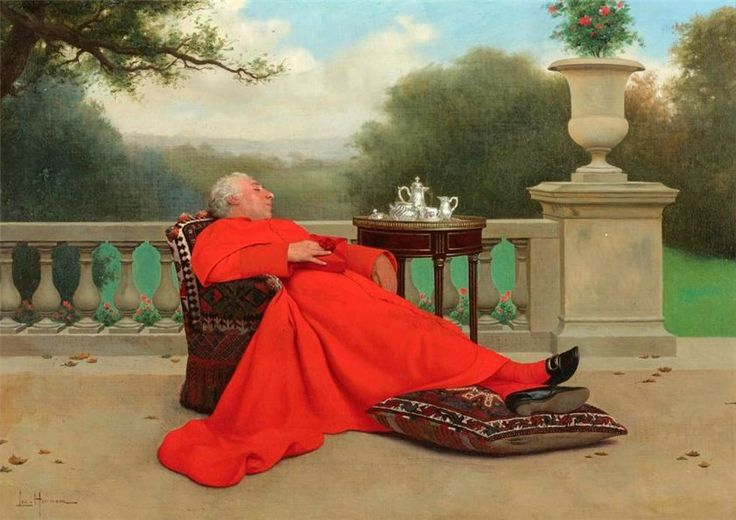
Sieste du cardinal
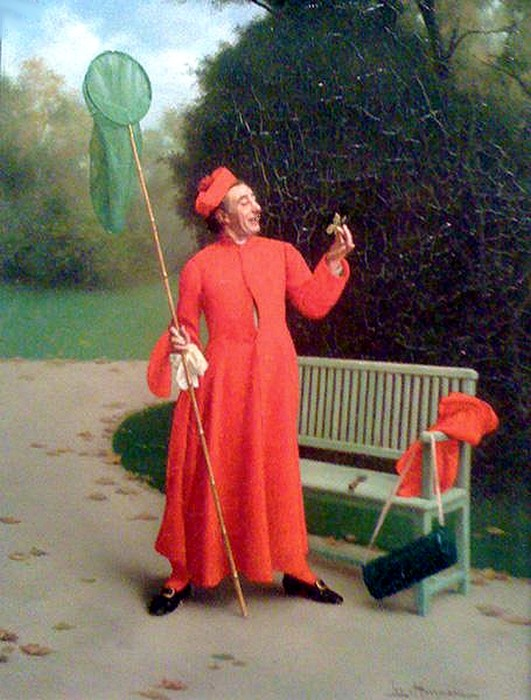
Chasse au papillons
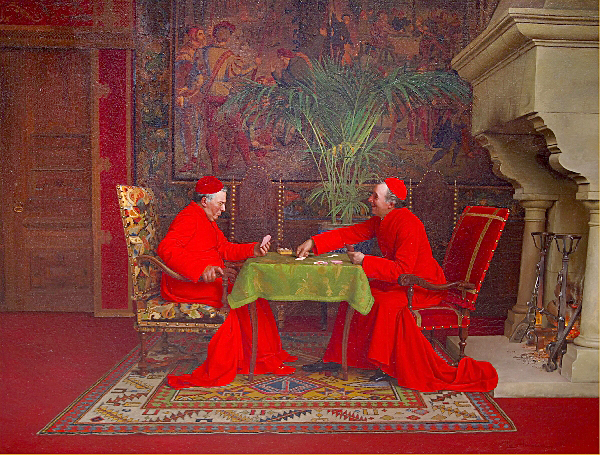
L'as de cœur
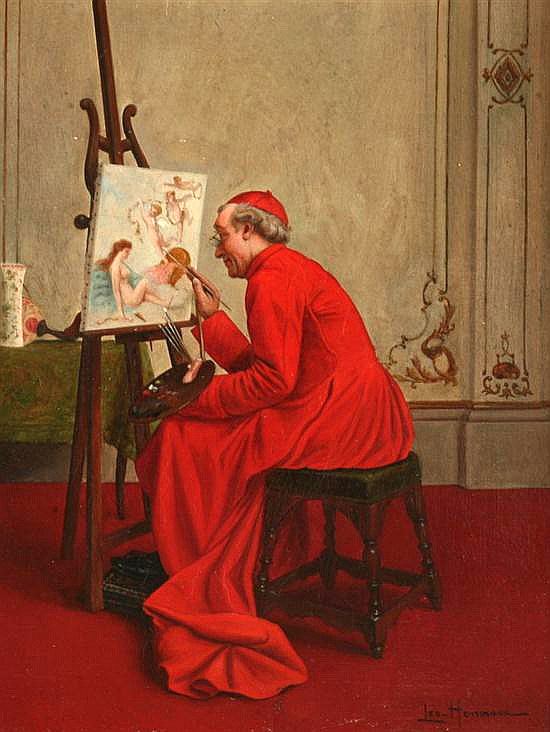
Dans l'atelier du cardinal